# タービュランス (スティーヴ・ハウのアルバム)
『タービュランス』（Turbulence）は、イングランドのギタリスト、スティーヴ・ハウが1991年に発表した、ソロ名義では3作目のスタジオ・アルバム。

## 背景
12年ぶりのソロ・アルバムだが、ハウによれば、本作は1988年頃にはおおむね完成していたという。彼のソロ・アルバムとしては初めて、完全なインストゥルメンタルの作品となったが、収録曲「ラニング・ザ・ヒューマン・レース」は、ボーカルを含む別ヴァージョンがアルバム『Homebrew』（1996年）に収録された。「センシティヴ・カオス」のフレーズは、イエス名義のアルバム『結晶』（1991年）の収録曲「ウェイティッド・フォーエヴァー」に流用されている。
ビル・ブルーフォードが大部分の曲でドラムを担当したが、サクソンのドラマーとして知られるナイジェル・グロックラーも参加した。なお、本作のクレジットでは彼の姓「Glockler」が「Glockner」と誤記されており、本人は2002年のインタビューで「サクソンのツアーでも、ホテル等で俺の姓のスペルは混乱を招いてきたよ。ドイツ系の姓だから、ドイツやオーストリアでは間違われたことがなかったけどね」と語っている。
ジャケットおよびロゴのデザインは、ロジャー・ディーンによる。

## 評価
デヴィッド・ロス・スミスはオールミュージックにおいて5点満点中4点を付け「全体的には堅実で、お薦めの作品だが、突出して独創的な曲はない」と評している。また、『CDジャーナル』のミニ・レビューでは「前2作よりも統一感のある構成が光る、非フュージョン系インストゥルメンタル曲集」と評されている。

## 収録曲
全曲ともスティーヴ・ハウ作曲・編曲。
1. タービュランス - "Turbulence" - 4:59
2. ヒント・ヒント - "Hint Hint" - 3:28
3. ラニング・ザ・ヒューマン・レース - "Running the Human Race" - 4:23
4. ジ・インナー・バトル - "The Inner Battle" - 3:31
5. ノヴァリス - "Novalis" - 2:26
6. ファイン・ライン - "Fine Line" - 3:25
7. センシティヴ・カオス - "Sensitive Chaos" - 4:24
8. コークスクリュー - "Corkscrew" - 3:58
9. ホワイル・ロームス・バーニング - "While Rome's Burning" - 4:25
10. フロム・ア・プレイス・ホエア・タイム・ランズ・スロウ - "From a Place Where Time Runs Slow" - 3:43

## 参加ミュージシャン
- スティーヴ・ハウ - エレクトリック・ギター、アコースティック・ギター、スティール・ギター、ドブロ・ギター、マンドリン、琴、ベース、フレットレスベース、ベース・ペダル、キーボード、パーカッション
- ビリー・カリー - キーボード (on #2, #3, #4, #5, #6, #7, #8, #10)、ヴィオラ(on #8)
- ビル・ブルーフォード - ドラム (on #1, #2, #4, #5, #7, #9, #10)
- アンドリュー・ルーカス - オルガン (on #1)
- ナイジェル・グロックラー - ドラム (on #3, #6)